# فرودگاه مارسی پروانس
فرودگاه مارسِی پروانس (به فرانسوی: Aéroport de Marseille Provence) یک فرودگاه همگانی مسافربری با کد یاتا MRS است که یک باند فرود آسفالت دارد و طول باند آن ۳۵۰۰ متر است. این فرودگاه در کمون مارینیان در نزدیکی شهر مارسی کشور فرانسه قرار دارد و در ارتفاع ۲۱ متری از سطح دریا واقع شده‌است.

## شرکت‌های هواپیمایی و مقصدهای پروازی

### مسافری
| شرکت‌های هواپیمایی                             | مقصدهای پروازی |
| --------------------------------------------- | --- |
| ایجین ایرلاینز                                | آتن فصلی: هراکلین، رود |
| ایر لینگاس                                    | فصلی: دوبلین |
| ایگل آزور                                     | هواری بومدین، راباه بیتات، صومام عبان رمضان، محمد بوضیاف، لئوپولد سدار سنگور، اس سینیا وهران، این ارنات، زناتا – مصالی الحاج |
| هواپیمایی الجزایر                             | هواری بومدین، راباه بیتات، بتنا، صومام عبان رمضان، چلف، محمد بوضیاف، اس سینیا وهران فصلی: جیجل فرهات عباس، این ارنات |
| ایر استرال                                    | رولاند گرو (برقراری مجدد از ۱۲ اکتبر ۲۰۱۷) |
| ایر کانادا روژ                                | فصلی: مونترآل-پییر الیوت ترودو |
| کورسیکا ایر                                   | آیاتچو – ناپلئون بنوپارت، باستیا – پورتا، کلوی–سینت-کاترین، فیگاری ساد-کورسه |
| ایر فرانس                                     | اسخیپول آمستردام، شارل دوگل پاریس، اورلی فصلی: آتن، ایبیزا، استکهلم-آرلاندا |
| ایر ماداگاسکار                                | ایواتو |
| ایر مالتا                                     | فصلی: مالت |
| Air Transat                                   | فصلی: مونترآل-پییر الیوت ترودو |
| آلیتالیا                                      | لئوناردو دا وینچی-فیومیچینو |
| بریتیش ایرویز                                 | هیترو لندن |
| بروکسل ایرلاینز                               | بروکسل |
| ایزی‌جت                                        | اسخیپول آمستردام (پایان در ۲۸ اکتبر ۲۰۱۷), برلین شونفلد، بوردو–مریگناک، گاتویک، لوتن لندن، منچستر (پایان در ۲۸ اکتبر ۲۰۱۷), ونیز مارکو پولو فصلی: بریستول، گلاسگو |
| easyJet Switzerland                           | ژنو |
| ال عال                                        | بن گوریون |
| هاپ!                                          | لیون-سینت اگزوپری، استراسبورگ، تولوز-بلانیاک، بوردو–مریگناک، لیل، نانت آتلانتیک، رن - سن-ژاک فصلی: بیاریتس – انگلت – بییون، برست |
| ایبریا ایرلاین اجرا توسط ایر نوستروم          | مادرید-باراخاس فصلی: ایبیزا، منورکا |
| کورین ایر                                     | چارتر فصلی: اینچئون |
| لوفت‌هانزا                                     | فرانکفورت |
| لوفت‌هانزا رجینال اجرا توسط لوفت‌هانزا سیتی‌لاین | مونیخ |
| مریدیانا                                      | لینیت فصلی: کگلیاری-الماس، اولبیا - کاستا اسمرالدا |
| میسترال ایر                                   | پره‌تولا |
| نروجین ایر شاتل                               | فصلی: کپنهاگ |
| پگاسوس ایرلاینز                               | صبیحه گوکچن |
| هواپیمایی پادشاهی مراکش                       | محمد پنجم، مراکش-منارا، انگادس، رباط سله |
| رایان‌ایر                                      | برست برتانی، بروکسل جنوب شرلروآ، ادینبرو، آیندهوون، فس-سایس، جان پل دوم کراکوف-بالیس (آغاز از ۲ نوامبر ۲۰۱۷)، لیل، لیسبون پورتلا، استانستد لندن، مادرید-باراخاس، مالت، مراکش-منارا، ناظور، نانت آتلانتیک، انگادس، پالرمو، فرنسیسکو جسا کارنئیرو، رباط سله، لئوناردو دا وینچی-فیومیچینو، سن پابلو، ابن بطوطه طنجه، والنسیا فصلی: کاتانیا-فونتاناروسا، موگادور، فارو، ایبیزا، مالاگا، پالما د مایورکا، تور وال دو لوآر، زادر |
| تاپ پرتغال اجرا توسط TAP Express              | لیسبون پورتلا |
| طاسیلی ایرلاینز                               | هواری بومدین |
| تراول سرویس ایرلاینز                          | چارتر فصلی: شنن |
| TUI fly Belgium                               | اگادیر المسیره فصلی: مراکش-منارا |
| تونس ایر                                      | دیربا–زارزیس، منستیر – حبیب بورقیبه، تونس قرطاج |
| ترکیش ایرلاینز                                | آتاترک |
| تووین جت                                      | متز-نانسی-لورن، میلانو مالپنسا، پائو پیرنه |
| ولوتی                                         | استراسبورگ، ونیز مارکو پولو، وین فصلی: آلیکانته-الچه، دوبروونیک، فارو، ناپل، پراگ رازیون، رن - سن-ژاک، اسپلیت |
| ویولینگ                                       | هواری بومدین، بارسلونا-ال پرات، لئوناردو دا وینچی-فیومیچینو فصلی: مالاگا، پالما د مایورکا |
| ایکس‌ال ایرویز فرانسه                          | رولاند گرو فصلی: مارتینیک امه سزر (آغاز از ۱ ژانویه ۲۰۱۸), پوانت آ پیتر (آغاز از ۱ ژانویه ۲۰۱۸) |

### باری
| شرکت‌های هواپیمایی                            | مقصدهای پروازی                                                                        |
| -------------------------------------------- | ------------------------------------------------------------------------------------- |
| ASL Airlines Belgium                         | شارل دوگل پاریس                                                                       |
| ای‌اس‌ال ایرلاینز فرانسه                       | آیاتچو – ناپلئون بنوپارت، باستیا – پورتا، نیس کوت دازور، شارل دوگل پاریس، رن - سن-ژاک |
| دی‌اچ‌ال اوییشن                                | بروکسل، لایپزیگ/هال، مالت، نیس کوت دازور                                              |
| فدکس اکسپرس اجرا توسط ای‌اس‌ال ایرلاینز ایرلند | لیون-سینت اگزوپری، شارل دوگل پاریس                                                    |
| یوپی‌اس ایرلاینز اجرا توسط استار ایر          | کلن بن                                                                                |